# Nadège Beausson-Diagne
Pour les articles homonymes, voir Beausson et Diagne.
Nadège Beausson-Diagne, née le 18 juin 1972 dans le 11e arrondissement de Paris, est une actrice, chanteuse et chroniqueuse de télévision française. Elle est notamment connue pour avoir incarné la commissaire Sara Douala dans la série télévisée Plus belle la vie produite par France 3. Elle a joué dans la série PJ. Au cinéma, elle est apparue dans des films à succès tels que Podium, de Yann Moix, ou encore Rien à déclarer, de Dany Boon.

## Biographie

### Jeunesse et éducation
Née sous le nom complet de Nadège Lucie Angela Beausson-Diagne à Paris le 18 juin 1972 d'une mère métisse franco-ivoirienne et d'un père sénégalais, elle étudie le chant et la danse puis prend des cours de théâtre au conservatoire national de Créteil. Elle y obtient le deuxième prix d'interprétation de sa promotion puis commence sa carrière sous la direction d'Alain Maratrat dans Rencontre.

### Carrière
En 2004, en incarnant l'une des quatre « Bernadettes » de Benoît Poelvoorde dans Podium, elle se fait connaître du grand public. Elle poursuit ensuite ses activités de comédienne en apparaissant dans divers longs-métrages à l'instar d’Agathe Cléry par exemple, où elle croise Valérie Lemercier - qu'elle retrouve dans Marie-Francine - ou encore Rien à déclarer où elle retrouve Dany Boon qui l'a déjà dirigée dans Bienvenue chez les Ch'tis.
De 2010 à 2014, elle incarne la commissaire Sara Douala dans le feuilleton Plus belle la vie. L'actrice est « remerciée » par la production, suscitant de vives réactions de certains fans allant jusqu'aux mises en ligne de pétition visant à prolonger sa présence au cœur du soap-opéra.
En 2014, la comédienne rejoint la série Pep's où elle interprète le rôle de Catherine Paillard, la directrice du collège Victor-Hugo. La même année, elle devient chroniqueuse dans l'émission Touche pas à mon poste ! avant de quitter le programme en 2016, sans pour autant disparaître du petit écran, puisqu'elle rejoint Bruno de Stabenrath avec qui elle co-présentera Faut pas pousser sur Numéro 23.
En 2017, elle joue le rôle d'une responsable de concerts dans le clip d'On est là du rappeur Féfé. Elle joue aussi dans Ôtez-moi d'un doute, comédie primée au festival de Cannes ou encore Brillantissime, première réalisation de Michèle Laroque.
Elle écrit régulièrement dans l'hebdomadaire Politis[réf. nécessaire].

### Vie privée
En mars 2019, elle révèle avoir été victime d’agression sexuelle : « Moi aussi, j’ai été victime de harcèlement sexuel et d’agression sexuelle sur deux tournages en Afrique. C’était il y a très longtemps. La douleur a été engloutie. Aujourd’hui je suis prête à parler pour aider à libérer cette parole et récupérer ma vie ». Elle est à l'initiative du #metoo dans le cinéma africain #MemePasPeur. Depuis 2019, elle milite contre les violences sexuelles, notamment la pédocriminalité dont elle a été victime. Artiste engagée, elle transforme les violences subies en poésie dans un spectacle qu'elle écrit et produit, dans lequel le slam, la chanson, la danse sont réunies dans une langue nouvelle qui transcende la douleur pour se libérer : Mon corps est une révolution !.
Depuis le 9 septembre 2017, elle est l'épouse du musicien Geoffroy Tekeyan, qu'elle rencontre en 2015.

## Distinction
- Chevalière de l'ordre des Arts et des Lettres (juillet 2024)[10]

## Filmographie

### Cinéma
- 1997 : Alliance cherche doigt de Jean-Pierre Mocky :
- 1997 : Saraka bô de Denis Amar
- 2002 : Décalage horaire de Danièle Thompson : une passagère à Roissy
- 2002 : Les Couilles de l'éléphant (Djogo) de Henri-Joseph Koumba Bididi : Wissi
- 2002 : La Chair est triste de Jérémie Nassif (court-métrage)
- 2002 : Vivre me tue de Jean-Pierre Sinapi
- 2003 : Le Silence de la forêt de Bassek Ba Kobhio et Didier Ouenangare : Simone
- 2003 : Les Baigneuses de Viviane Candas : Rita
- 2004 : Podium de Yann Moix : Nadège
- 2006 : Madame Irma de Didier Bourdon : Sylvie
- 2006 : Suzanne de Viviane Candas : la chanteuse du cabaret
- 2008 : Comme les autres de Vincent Garenq : la sage-femme
- 2008 : Agathe Cléry d'Étienne Chatiliez : Nathalie
- 2008 : Bienvenue chez les Ch'tis de Dany Boon : l'employée de bureau à Salon
- 2010 : Film Socialisme de Jean-Luc Godard : Constance
- 2011 : Rien à déclarer de Dany Boon : Nadia Bakari
- 2012 : Pauvre Richard de Malik Chibane : Joséphine
- 2012 : True Love (court-métrage) de Joseph Cahill : Lisa
- 2016 : Le Petit Locataire de Nadège Loiseau : Jackie
- 2017 : Marie-Francine de Valérie Lemercier : Nadège
- 2017 : Ôtez-moi d'un doute de Carine Tardieu : la mère de la fillette
- 2018 : Brillantissime de Michèle Laroque : Madame Vaillant, cliente des fruits
- 2019 : Deux moi de Cédric Klapisch : la voisine de Rémy
- 2020 : Voir le jour de Marion Laine : Marie-Claude
- 2021 : Chère Léa de Jérôme Bonnell : Loubna
- 2021 : Regard noir d'Aïssa Maïga : elle-même
- 2022 : Trois fois rien de Nadège Loiseau : Venus
- 2024 : Les Femmes au balcon de Noémie Merlant : Denise

### Télévision

#### Séries télévisées
- 1998-1999 : Commissaire Moulin (saison 4, épisode 8 : 36 quai des ombres et épisode 11 : Serial Killer)
- 2000 : Le G.R.E.C. (2 épisodes)
- 2000 : Un gars, une fille (saison 3, épisode 15)
- 2002 : La Vie devant nous : Sandrine Lucas (saison 1, épisode 52)
- 2004-2005 : PJ : Tina (12 épisodes)
- 2005 : Groupe flag : la maîtresse (saison 3, épisode 4)
- 2005 : Les Hommes de coeur : Karine (saison 1, épisode 2)
- 2005 : Inspecteur Sori, le Mamba : Sali Keita
- 2006 : Commissaire Cordier : Véronique (saison 1, épisode 6 : Témoin à abattre)
- 2006 : Equipe médicale d'urgence (saison 1, épisode 1)
- 2006 : Julie Lescaut : lieutenant Victoire Saint-Gilles (4 épisodes)
- 2009 : Action spéciale douanes : Zazie (6 épisodes)
- 2010 - 2014 : Plus belle la vie : Sara Douala (245 épisodes)
- 2012 : Enquêtes réservées : Rebecca (saison 3, épisode 3 : La mort sans visage)
- 2014 - 2015 : Pep's : Catherine Paillard, le nouveau proviseur (saisons 2 et 3)
- 2015 : Cherif : Nathalie Roussel, une inspectrice des douanes (saison 2, épisode 2 : Pressions)
- 2016 : La Promesse du feu, mini-série de Christian Faure : Anne-Laure Martial, l'attachée de presse (2 épisodes)
- 2017 : On va s'aimer un peu, beaucoup... de Julien Zidi : Fatou (saison 1, épisode 2)
- 2018 : River Hotel de Didier Ndenga
- 2019 : Dix pour cent : l'agente immobilière (saison 3, épisode 3)
- 2019 : Sam Sam Sam : elle-même
- 2020 : Meurtres à Cayenne de Marc Barrat : Cassandra Molba

- 2021 : Tropiques criminels : Elise Berthier (saison 2 épisode 3 :  Fond banane)
- 2021 : L'École de la vie d'Elsa Bennett et Hippolyte Dard : Agnès Chevin, la mère de Chloé (saison 1, épisode 2)
- 2021 : H24, 24 h de la vie d'une femme de Nathalie Masduraud et Valérie Urréa
- 2023-2024 : Les Bracelets rouges : Laurence (saisons 4 et 5)

#### Téléfilms
- 2001 : Sa mère, la pute de Brigitte Roüan : l'entraîneuse
- 2004 : Courrier du cœur de Christian Faure : Stéphanie
- 2004 : Coup de vache de Lou Jeunet : la policière
- 2009 : Otages de Didier Albert et Dimitri Linder : la procureure
- 2012 : Nom de code : Rose d'Arnaud Mercadier : Sandrine Duval
- 2014 : Le Family Show de Pascal Lahmani : Marie-Aimée Clément
- 2020 : Meurtres à Cayenne de Marc Barrat : Capitaine Cassandra Molba[11]

### Émissions télévisées
- 2015 : Fort Boyard (France 2) : participante
- 2015 : Les people passent le bac (NRJ12) : participante
- 2014-2016 : Touche pas à mon poste ! (D8) : chroniqueuse
- 2016-2017 : Faut pas pousser (Numéro 23) : animatrice
- Depuis 2019 : Samedi d'en rire (France 3) : chroniqueuse
- 2020 : Stars à nu (TF1) : participante
- 2021 : Rire ensemble contre le racisme (France 2) : animatrice avec Donel Jack'sman et Jean Luc Lemoine
- 2021 : Touche pas à mon poste ! (C8) : chroniqueuse
- 2023 : 100% logique (France 2) : participante

### Clips
- 2016 : Indépendantes de Les voix des femmes
- 2017 : On est là de Féfé
- 2020 : The Girl I Was de Fanny Leeb

## Théâtre
- 2000 : Monsieur Amédée d'Alain Reynaud-Fourton, mise en scène de Jean-Pierre Dravel
- 2003 : La Femme Fantôme de Kay Ashead
- 2006 : Le Bourgeois gentilhomme de Molière, mise en scène d'Alain Sachs
- 2007 : Le mari et la feuille de Louis Feyrabend
- 2008 : Open Bed de David Serrano, mise en scène de Charlotte de Turckheim, adaptation Laurent Ruquier, Théâtre des Bouffes-Parisiens
- 2011-2012 : Lady Oscar, avec Amanda Lear (adaptation de la pièce originale Oscar de 1958 ; mise en scène d'Éric Civanyan) : rôle de la secrétaire Camille
- 2018 : Sur la route d'Anne Voutey, mise en scène d'Anne Voutey et Karima Gherdaoui
- 2024 : Mon corps est une révolution, spectacle seule en scène, Théâtre du Chariot.
- 2025 : Mon Corps est une Révolution !, Théatre El Duende, Ivry

## Publication
- « "Vous allez bien ensemble avec la bamboula" », in Aïssa Maiga (dir.), Noire n'est pas mon métier, Paris, Éditions du Seuil, 3 mai 2018, 128 p. (ISBN 978-2-02-140119-6)